# هيو سميث (سياسي بريطاني)
هيو سميث (بالإنجليزية: Hugh Smyth)‏ هو سياسي بريطاني، ولد في 1941 في بلفاست في المملكة المتحدة، وتوفي بنفس المكان في 12 مايو 2014. في الانتخابات البرلمانية في أيرلندا الشمالية 1973 ‏، انتخب عضو برلمان أيرلندا الشمالية 1973-1974 وقد انضم خلال فترته النيابية ‏  للكتلة البرلمانية West Belfast Loyalist Coalition ‏ وانتخب Leader of the Progressive Unionist Party ‏.